# Żdanowka (obwód saratowski)
Żdanowka (ros. Ждановка) – wieś (sieło) w Rosji, w obwodzie saratowskim, w rejonie krasnokutskim. W 2021 liczyła 873 mieszkańców.